# Billy Zane
William George Zane Jr. (Chicago, 1966. február 24. –) amerikai színész, producer és előadóművész.

## Fiatalkora
Billy Zane az illinois-i Chicagóban született. Görög származású, a családnevét "Zanikopolousról" rövidítette Zane-re. Családja Kiosz görög szigetéről származik. Nővére, Lisa Zane szintén színész. Szülei orvosok, de Billy-t gyerekkorától kezdve a színművészet érdekelte. Svájcban elvégezte a TASIS-t, egy neves színitanodát, később járt a Harand Camp Of Theater Arts nevű iskolába, Chicagóban.

## Pályafutása
Első filmszerepét a Vissza a jövőbe című trilógia első részében kapta (1985), később visszatért a második részben (1989), szintén mellékszereplőként. Első jelentős szerepét a Sam Neill és Nicole Kidman nevével fémjelzett 1989-es Halálos nyugalom című thrillerben kapta. Eljátszotta John Justice Wheeler szerepét a híres Twin Peaks című sorozatban 1990-ben. 1996-ban a Fantom-ban játssza a címszerepet. Majd egy évre rá, James Cameron 11 Oscar-díjas alkotásában, a Titanicban játssza Caledon Hockley-t, aki a két főhős szerelme közé áll. Az 1999-es Kleopátra című filmben, Marcus Antonius szerepét öltheti fel, társai Leonor Varela és Timothy Dalton. Hangját kölcsönzi a Pocahontas című rajzfilm második részébe. A Farkasok völgye: Irak című török filmben kitűnően alakít negatív figurát. Játszott többek között Az egyetlen túlélő (2000), A hitetlen (2001), A gyémánt románca (2001), a Befejezetlen kézirat (2003), a Döglött hal (2004), a Karib tenger foglyai (Three) és a BloodRayne című filmekben is.

## Magánélete
1989-ben összeházasodott Lisa Collins színésznővel, 1995-ben elváltak. Jegyességben volt Leonor Varelával, miután megismerte a Kleopátra forgatásán. Ezután Kelly Brook angol szupermodell  vőlegénye volt 2008 augusztusáig. Jelenleg[mikor?] Jasmina Hdaghával él együtt, kislányuk, Eva Katerina 2011. február 20-án született.

## Filmjei
- Vissza a jövőbe (1985)
- Rémecskék (1986)
- Igazak társasága (1986)
- The Case of the Hillside Stranglers (1989)
- Vissza a jövőbe II. (1989)
- Halálos nyugalom (1989)
- Furcsa fickók a fedélzeten (1989)
- Twin Peaks (1990)
- Memphis Belle (1990)
- Libidó a szerelemhez (1991)
- A végzet asszonya (1991)
- Orlando (1992)
- Tűzerő (1993)
- Tabuk nélkül - Egy férfi és két nő (1993)
- Lopakodók (1993)
- Hazug igazság (1993)
- A banda (1993)
- Kódneve: Deliah (1994)
- Csak veled (1994)
- A báránysültek hallgatnak (1994)
- Demon Knight (1995)
- Reflections on a Crime (1995)
- Ördöglakat (1995)
- Mesék a kriptából - Démonlovas (1995)
- Veszélyes övezet (1996)
- Hullámzó kedélyek (1996)
- Fantom (1996)
- This World, Then the Fireworks (1997)
- Titanic (film, 1997)
- Susan terve (1998)
- Pocahontas 2. – Vár egy új világ (1998)
- Korán keltem aznap, amikor meghaltam (1998)
- Kleopátra (1999)
- A két part között (1999)
- Az egyetlen túlélő (2000)
- Hendrix (2000)
- A hitetlen (2001)
- CQ (2001)
- A legyőzhetetlen (2001)
- A gyémánt románca (2001)
- Zoolander, a trendkívüli (2001)
- Biztosítási csalás (2002)
- Mint a szélvész (2002)
- Befejezetlen kézirat (2003)
- Vészjelek (2003)
- Vlad (2003)
- Döglött hal (2004)
- Kormányzóválasztás (2004)
- A tét az életed (2004)
- Bloodrayne – Az igazság árnyékában (2005)
- Az utolsó bevetés (2005)
- A Karib-tenger foglyai (Hármas) (2006)
- Farkasok völgye: Irak (2006)
- Emlékek (2006)
- Hableány a horgon (2007)
- Alient Agent (2007)
- Perfect Hideout (2008)
- Szeress és táncolj (2009)
- Lopakodók: Újratöltve (2011)
- S.O.S. Love - Az egymillió dolláros megbízás (2011)
- A megalázott bosszúja (2013)
- Kétszemélyes hadsereg (2013)
- Wheel of Time: "Winter Dragon" (pilot epizód) (2015)
- Zoolander 2. (2016)
- Lopakodók: A láthatatlan ellenség (2016)
- Lopakodók: Az utolsó bevetés (2017)
- Az utolsó gyermek (2017)
- Sámson (2018)
- Holmes és Watson (2018)
- A háború démonjai (2020)

## Érdekességek
- Szerepelt a Bűbájos boszorkák című sorozatban, 3 rész erejéig Drake Demont alakította. Itt megcsillogtatta énektudását is, nővére, Lisa Zane, és Andrew T. Tuckermann által írt, "Everything's Kind of Good" című számot adta elő.
- Megnyerte a B-Movie Film Festival díját a Korán keltem aznap, amikor meghaltam című filmért, a Blockbuster Entertainment díját a Titanicért, szintén ezen filmért jelölték az MTV Movie & TV Awardsra, és a szereplőgárda tagjaként a Screen Actors Guild Awardsra.